# الرابطة الاشتراكية من فلسطين
كانت الرابطة الاشتراكية من فلسطين منظمة سياسية خلال فلسطين الانتدابية. تأسست الرابطة في عام 1936 وكانت مرتبطة بحركة هاشومير هتزير الصهيونية اليسارية. عملت الرابطة الاشتراكية كحليف حضري لحركة الكيبوتسات. وفي عام 1946 أسست كل من حركة الرابطة الاشتراكية وحركة الكيبوتسات حزب عمال هاشومير هاتزاير (أحد أبرز المرشحين لمابام).